# PFC Levski Sofia
PFC Levski Sofia är den bulgariska sportklubben Levski Sofias fotbollssektion. Redan från klubbens bildande 1911 (officiellt registrerad från 1914) var fotboll huvudsporten. 

## Meriter
- Bulgariska mästare: 26
  - 1933, 1937, 1942, 1946, 1947, 1949 , 1950, 1953, 1965, 1968, 1970, 1974, 1977, 1979, 1984, 1985, 1988, 1993, 1994, 1995, 2000, 2001, 2002, 2006, 2007, 2009.
- Bulgariska cupvinnare: 26
  - 1942, 1946, 1947, 1949, 1950, 1956, 1957, 1959, 1967, 1970, 1971, 1976, 1977, 1979, 1982, 1984, 1986, 1991, 1992, 1994, 1998, 2000, 2002, 2003, 2005, 2007.
- Bulgariska supercupvinnare: 3
  - 2005,2007, 2009.

## Placering senaste säsonger
| Säsong  | Nivå | Liga       | Placering | Webbplats | Notering |
| ------- | ---- | ---------- | --------- | --------- | -------- |
| 2011/12 | 1    | Parva liga | 2         | [ 1 ]     |          |
| 2011/12 | 1    | Parva liga | 3         | [ 2 ]     |          |
| 2012/13 | 1    | Parva liga | 2         | [ 3 ]     |          |
| 2013/14 | 1    | Parva liga | 5         | [ 4 ]     |          |
| 2014/15 | 1    | Parva liga | 7         | [ 5 ]     |          |
| 2015/16 | 1    | Parva liga | 2         | [ 6 ]     |          |
| 2016/17 | 1    | Parva liga | 3         | [ 7 ]     |          |
| 2017/18 | 1    | Parva liga | 3         | [ 8 ]     |          |
| 2018/19 | 1    | Parva liga | 3         | [ 9 ]     |          |
| 2019/20 | 1    | Parva liga | 4         | [ 10 ]    |          |
| 2020/21 | 1    | Parva liga | 8         | [ 11 ]    |          |
| 2021/22 | 1    | Parva liga | 4         | [ 12 ]    |          |
| 2022/23 | 1    | Parva liga | 4         | [ 13 ]    |          |
| 2023/24 | 1    | Parva liga | 4         | [ 14 ]    |          |